# MAXON
「MAXON」（マクソン）は、JAM Projectの42枚目のシングル。2010年10月27日にLantisから発売された。

## 概要
前作「TRANSFORMERS EVO.」から約6か月ぶりとなる、2010年2作目の作品。表題曲「MAXON」は、UHFアニメ『スーパーロボット大戦OG -ジ・インスペクター-』のオープニングテーマとして使用されている。楽曲自体は、JAM Projectならではの、期待を裏切らない熱いナンバーに仕上がっている。
表題曲の作詞、作曲は前作同様、影山ヒロノブが手掛けている。カップリング曲の作詞、作曲は奥井雅美が手掛けており、奥井が手掛ける楽曲がシングルCDに収録されるのは、38枚目のシングル「Battle No Limit!」に収録された「Bonds of Friendship」以来。2010年11月8日付のオリコン週間シングルランキングで36位を獲得。初動売上は3200枚を記録した。

## 収録曲
1. MAXON [4:10]
作詞・作曲：影山ヒロノブ、編曲：IKUO・寺田志保・栗山善親
  - UHFアニメ『スーパーロボット大戦OG -ジ・インスペクター-』オープニングテーマ
2. LONGING [5:14]
作詞・作曲：奥井雅美、編曲：藤田淳平（Elements Garden）
3. MAXON（off vocal）
4. LONGING（off vocal）

## 収録作品
| 発売日        | タイトル                                                | 備考              |
| MAXON         | MAXON                                                   | MAXON             |
| ------------- | ------------------------------------------------------- | ----------------- |
| 2011年1月26日 | JAM Project LIVE 2010 MAXIMIZER 〜Decade of Evolution〜 | 7thライブ・ビデオ |
| 2011年5月11日 | GOING 〜JAM Project BEST COLLECTION VIII〜              | 8thベストアルバム |
| LONGING       |                                                         |                   |
| 2011年5月11日 | GOING 〜JAM Project BEST COLLECTION VIII〜              | 8thベストアルバム |